# Gatsibo (Butaro)
Gatsibo ist eine von fünf Zellen (Verwaltungseinheiten 4. Ebene) im Sektor Butaro des Distrikts Burera in der Nordprovinz von Ruanda. Sie liegt auf einer Höhe von etwa 2140 m. Nachbarzellen sind im Osten Nyamicucu, im Süden Rusumo, im Südwesten Bugamba, im Westen Musasa und im Nordwesten Rutovu. Im Norden grenzt Gatsibo an den Distrikt Rubanda des Nachbarlands Uganda.